# Vassinassa
Vassinassa (łac. Vassinassensis) – stolica historycznej diecezji w Cesarstwie rzymskim w prowincji Byzacena, współcześnie w Tunezji. Obecnie katolickie biskupstwo tytularne. 

## Biskupi tytularni
| Lp. | Biskup                | Funkcja                                    | Od                | Do                   |
| --- | --------------------- | ------------------------------------------ | ----------------- | -------------------- |
| 1   | Charles Eugène Parent | emerytowany arcybiskup Rimouski (Kanada)   | 25 lutego 1967    | 26 listopada 1970    |
| 2   | Léon Dixneuf          | biskup pomocniczy Rennes (Francja)         | 27 listopada 1972 | 27 czerwca 1973      |
| 3   | Robert Sarrabère      | biskup koadiutor Aire i Dax (Francja)      | 7 listopada 1974  | 25 kwietnia 1978     |
| 4   | Bogdan Wojtuś         | emerytowany biskup pomocniczy gnieźnieński | 24 września 1988  | 20 października 2020 |
| 5   | Zbigniew Wołkowicz    | biskup pomocniczy łódzki                   | 25 września 2024  |                      |